# Lumbrineris splendida
Lumbrineris splendida är en ringmaskart som beskrevs av Henri Marie Ducrotay de Blainville 1828. Lumbrineris splendida ingår i släktet Lumbrineris och familjen Lumbrineridae. Inga underarter finns listade i Catalogue of Life.